# WTA Antwerpen

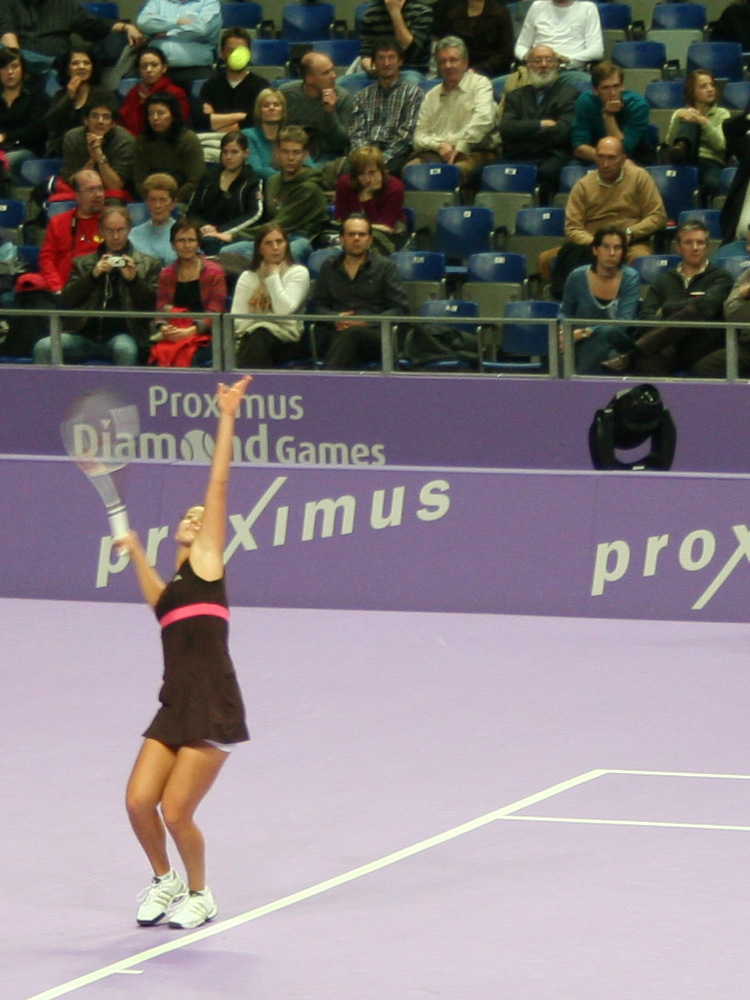
Ana Ivanović

Das WTA Antwerpen (offiziell: BNP Paribas Fortis Diamond Games) war ein Tennisturnier der WTA Tour, das in Antwerpen ausgetragen wurde. Bis einschließlich 2001 war es ein Sandplatzturnier; 2002 und 2003 wurde auf Teppichboden gespielt, danach auf Hartplätzen.
Ab 2002 bot das Turnier, das jeweils Anfang Februar im Sportpaleis ausgetragen wurde, eine sehr spezielle Trophäe. Wenn es einer Spielerin innerhalb von fünf Jahren gelang, dreimal den Turniersieg davonzutragen, erhielt sie einen mit Diamanten dekorierten goldenen Tennisschläger. Venus Williams hatte nach ihren beiden Siegen 2002 und 2003 im Jahr 2005 die besten Chancen auf den Extrapreis, sie verlor jedoch das Finale gegen Amélie Mauresmo. Mit ihrem Titelgewinn, den sie 2006 und 2007 erfolgreich verteidigen konnte, sicherte sich dann die Französin diese einzigartige Trophäe. 2006 und 2007 besiegte sie jeweils Kim Clijsters, die als einzige Spielerin vier Mal im Finale stand, das Turnier aber nur einmal gewinnen konnte.
Nach sieben Jahren Abstinenz kehrte das Turnier 2015 mit seiner alten Wirkungsstätte zurück in den Turnierkalender.

## Siegerlisten

### Einzel
| Jahr                   | Siegerin        | Finalgegnerin           | Ergebnis      |
| ---------------------- | --------------- | ----------------------- | ------------- |
| ↓ Kategorie: Tier IV ↓ |                 |                         |               |
| 1999                   | Justine Henin   | Sarah Pitkowski         | 6:1, 6:2      |
| 2000                   | Amanda Coetzer  | Cristina Torrens Valero | 4:6, 6:2, 6:3 |
| ↓ Kategorie: Tier V ↓  |                 |                         |               |
| 2001                   | Barbara Rittner | Klára Koukalová         | 6:3, 6:2      |
| ↓ Kategorie: Tier II ↓ |                 |                         |               |
| 2002                   | Venus Williams  | Justine Henin           | 6:3, 5:7, 6:3 |
| 2003                   | Venus Williams  | Kim Clijsters           | 6:2, 6:4      |
| 2004                   | Kim Clijsters   | Silvia Farina Elia      | 6:3, 6:0      |
| 2005                   | Amélie Mauresmo | Venus Williams          | 4:6, 7:5, 6:4 |
| 2006                   | Amélie Mauresmo | Kim Clijsters           | 3:6, 6:3, 6:3 |
| 2007                   | Amélie Mauresmo | Kim Clijsters           | 6:4, 7:64     |
| 2008                   | Justine Henin   | Karin Knapp             | 6:3, 6:3      |
| ↓ Kategorie: Premier ↓ |                 |                         |               |
| 2015                   | Andrea Petković | Carla Suárez Navarro    | kampflos      |

### Doppel
| Jahr                   | Siegerinnen                                    | Finalgegnerinnen                      | Ergebnis         |
| ---------------------- | ---------------------------------------------- | ------------------------------------- | ---------------- |
| ↓ Kategorie: Tier IV ↓ |                                                |                                       |                  |
| 1999                   | Laura Golarsa Katarina Srebotnik               | Louise Pleming Meghann Shaughnessy    | 6:4, 6:2         |
| 2000                   | Sabine Appelmans Kim Clijsters                 | Jennifer Hopkins Petra Rampre         | 6:1, 6:1         |
| ↓ Kategorie: Tier V ↓  |                                                |                                       |                  |
| 2001                   | Els Callens Virginia Ruano Pascual             | Kristie Boogert Miriam Oremans        | 6:3, 3:6, 6:4    |
| ↓ Kategorie: Tier II ↓ |                                                |                                       |                  |
| 2002                   | Magdalena Maleewa Patty Schnyder               | Nathalie Dechy Meilen Tu              | 6:3, 6:73, 6:3   |
| 2003                   | Kim Clijsters Ai Sugiyama                      | Nathalie Dechy Émilie Loit            | 6:2, 6:0         |
| 2004                   | Cara Black Els Callens                         | Myriam Casanova Eleni Daniilidou      | 6:2, 6:1         |
| 2005                   | Cara Black Els Callens                         | Anabel Medina Garrigues Dinara Safina | 3:6, 6:4, 6:4    |
| 2006                   | Dinara Safina Katarina Srebotnik               | Stéphanie Foretz Michaëlla Krajicek   | 6:1, 6:1         |
| 2007                   | Cara Black Liezel Huber                        | Jelena Lichowzewa Jelena Wesnina      | 7:5, 4:6, 6:1    |
| 2008                   | Cara Black Liezel Huber                        | Ai Sugiyama Květa Peschke             | 6:1, 6:3         |
| ↓ Kategorie: Premier ↓ |                                                |                                       |                  |
| 2015                   | Anabel Medina Garrigues Arantxa Parra Santonja | An-Sophie Mestach Alison Van Uytvanck | 6:4, 3:6, [10:5] |